# Taine Randell
Taine Cheyenne Randell (Hastings, 5 novembre 1974) è un ex rugbista a 15 e dirigente d'azienda neozelandese, 56 volte selezionato per gli All Blacks, dei quali fu anche il capitano alla Coppa del Mondo di rugby 1999.

## Biografia
Nato e cresciuto ad Hastings, praticò rugby a 15 e cricket al locale Lindisfarne College.
Passato all'Università di Otago nel 1992, lì intraprese gli studi di giurisprudenza ed economia e commercio, al contempo venendo selezionato per la formazione provinciale di Otago, con cui esordì nel campionato nazionale provinciale neozelandese.
Nel 1995 entrò nel giro della Nazionale e disputò il suo primo incontro a fine ottobre, sebbene non un test match, a Catania contro l'Italia "A", una vittoria per 51-21.
Nel 1996, con la nascita del campionato professionistico Super 12, Randell entrò a fare parte della franchise di Otago in tale torneo, gli Highlanders; un anno più tardi debuttò a livello internazionale negli All Blacks contro Figi e, da capitano, guidò la squadra alla Coppa del Mondo di rugby 1999 nel Regno Unito.
Con l'avvento di Wayne Smith sulla panchina neozelandese il ruolo di Randell fu messo in discussione: dapprima relegato in panchina durante i test di fine anno 2000, quando Smith fu licenziato nel 2001, e il suo posto fu preso da John Mitchell, quest'ultimo lo impiegò saltuariamente fino alla fine del 2002 per poi non convocarlo più.
Nell'agosto 2003, una volta avuta la conferma dell'esclusione dalla imminente Coppa del Mondo si accordò con la squadra inglese del Saracens per due stagioni, poi prolungate a tre nel 2005.
Dopo la fine della carriera agonistica Randell rimase a Londra dove lavorò nel campo del trading petrolifero per poi orientarsi verso le energie alternative; tornato in Nuova Zelanda, lavora come consulente del mercato delle emissioni.